# Vachaspati Mishra
Vachaspati Mishra (Sanskrit:  वाचस्पति मिश्र Vācaspati Miśra) war ein indischer Brahmane aus Mithila, der im 9. oder 10. Jahrhundert lebte. Von ihm stammen Kommentare zu verschiedenen indischen Lehrsystemen, namentlich zum Advaita Vedanta, Yoga, Samkhya und Nyaya.
Zu den bekannten Werken gehören Bhāmatī, ein Subkommentar zu Shankaras Brahmasūtrabhāṣya, womit Vachaspati Mishra die „Bhamati-Schule“ des Advaita Vedanta begründete. Das Werk Sāmkhyatattvakaumudī ist die bekannteste Abhandlung über die Samkhyalehre. Tattvavaiśāradī gilt als wichtiger Subkommentar zu Vyasas Yogasūtrabhāṣya und trägt stark zum Verständnis von Patanjalis Yogasutra bei.